# Worcester (Massachusetts)
Pour les articles homonymes, voir Worcester (homonymie).
Worcester est une ville du Massachusetts au nord-est des États-Unis. Elle comptait 172 648 habitants en 2000. Elle était le chef-lieu du comté du même nom jusqu'à sa dissolution en  1998. Nommée en l'honneur de Worcester en Angleterre, la ville est située à environ 64 km à l'ouest de Boston. Grâce à son emplacement dans le centre du Massachusetts et près de grandes régions métropolitaines de son État, Worcester est connue comme le « Cœur du Commonwealth » et un cœur est donc son symbole officiel.
Worcester fut le centre de la région durant des siècles mais est presque devenue une banlieue de Boston avec l'étalement de cette ville depuis les années 1970 et la construction de l'autoroute 495 et de l'Interstate 290. Elle fait maintenant partie de la conurbation Boston-Worcester-Providence (MA-RI-NH) et du grand Boston. La ville dispose de nombreux exemples d'architecture des moulins de l'époque victorienne.

## Histoire
Les Nipmucs habitaient la région avant la colonisation européenne. Ils lui ont donné le nom de Quinsigamond, ce qui signifie « lieu de pêche de brochets ». Le lac Quinsigamond possédait des conditions de chasse et de pêche acceptables et il était proche de leur village. Le Mont Wachusett était leur lieu sacré.
Worcester fut d'abord colonisée par les Anglais en 1673, le long de la route de Boston. Leur village modeste de six ou sept maisons est incendié pendant la guerre du roi Philippe le 2 décembre 1675, et les colons sont soit tués soit chassés. Le village est réinstallé en 1684. Le 10 septembre de la même année, Daniel Gookin et d'autres lancent une pétition pour que le nom du village soit officiellement changé de Quinsigamond en Worcester. Cependant, ses habitants étaient encore vulnérables aux attaques, et certains, comme Samuel Leonardson Jr., ont été pris en otage par les indigènes au cours des années 1690. Lors de la Première Guerre de la reine Anne en 1702, le village a de nouveau été abandonné par ses habitants anglais.
Nommée d'après la ville historique de Worcester, en Angleterre, Worcester a été constituée en tant que ville le 14 juin 1722. Le gouvernement du comté de Worcester est formé le 2 avril 1731. De cette date jusqu'à la dissolution du gouvernement du comté le 1er juillet 1998, il a siégé à Worcester.
Alors que les tensions politiques augmentent dans les mois qui précèdent la Révolution, Worcester se retrouve comme foyer révolutionnaire. Parce qu'elle est un important dépôt de munitions, Worcester devient la cible d'attaques des loyalistes du général Thomas Gage. Cependant, les agents envoyés secrètement pour inspecter le dépôt de munitions sont découverts par le patriote Timothy Bigelow. En 1775, Boston devenant trop dangereux, Isaiah Thomas déplace le siège de son journal, le Massachusetts Spy (en), à Worcester. Ce journal du Massachusetts a été l'un des rares à publier des articles en continu pendant la Révolution. Le 14 juillet 1776, Isaiah Thomas intercepte la malle-poste de Philadelphie à Boston, et effectue la première lecture publique de la Déclaration d'Indépendance en face de l'hôtel de ville de Worcester. En 1812, il fonde l'American Antiquarian Society, une bibliothèque de recherche rassemblant près des deux tiers des publications et imprimés publiées dans les colonies à partir de 1639.
Reconnue pour son innovation dans le commerce, l'industrie, l'éducation, et la pensée sociale, Worcester a largement contribué à la révolution industrielle américaine. Ichabod Washburn, un industriel des débuts, a développé un procédé d'extrusion de fil d'acier. Sa société, Washburn & Moen, fondée en 1831, était « l'entreprise qui a barbelé et clôturé l'Ouest américain » et a tenu la ligne de front pendant la Première Guerre mondiale. En 1840, Loring Coes a inventé la clé à molette. Dans les années 1850, George Crompton et L.J. & F.B. Knowles ont fondé des sociétés du métier du textile manufacturé, qui ont mené à la révolution industrielle. Un autre innovateur de Worcester, le médecin Howes Russel, a inventé la machine à enveloppe pliante en 1856. Elle pouvait produire 25 000 enveloppes en dix heures, en utilisant trois opérateurs.
La ville a connu une bonne communauté canadienne française venue pour travailler dans les usines, dont un des plus connus est Ferdinand Gagnon. On y a compté pas moins de huit journaux de langue française aux XIXe et XXe s., dont Le Travailleur (1874-1892; 1931-1978) et L'Opinion publique (1893-1931).
Une femme entrepreneur, Esther Howland, a conçu et fabriqué les premières cartes American valentine en 1847. La Fabrique royale Corset Worcester, société qui a donné des emplois à 1 200 femmes. C'était le plus gros employeur de femmes aux États-Unis en 1908.
Plusieurs entrepreneurs ont porté la croissance de l'économie de Worcester au cours de cette période. Le potier John Jeppson, émigré de Höganäs en Suède, a commencé à travailler avec Frank B. Norton dans son entreprise de fabrication de grès située sur le canal Blackstone. Plus tard, il a acheté Norton et pendant le XXe siècle, Norton Company est l'une des industries les plus importantes de Worcester. En 1988, la Norton Company a été acquise par Saint-Gobain, le plus grand fabricant et fournisseur mondial de produits abrasifs, conçus pour les applications techniques de fabrication et commerciales, en plus de ménagères et de finition automobile[pas clair]. Jeppson a donné à des milliers de ses compatriotes qui l'ont suivi à Worcester de grandes perspectives économiques, et d'autres. De nombreux immigrants irlandais se sont établis à Worcester au cours de cette période. Ils ont aidé à construire la voie ferrée et le canal Blackstone.

## Géographie
Selon le United States Census Bureau, la ville a une superficie totale de 38,6 miles2 (100 km2), dont 37,6 miles2 (97 km2) sont des terres et 1,0 mile2 (2,6 km2, 2,59 %) sont recouvertes d'eau. Worcester est bordée par les villes d'Auburn, Grafton, Holden, Leicester, Millbury, Paxton, Shrewsbury, et West Boylston.
La rivière Blackstone Elle prend sa source à Worcester, dans l'Institut Park. Elle suit un cours souterrain à travers le centre de la ville, et émerge au pied de College Hill, traversant les villages de Quinsigamond et de Millbury. Water Street, nommée d'après le Blackstone Canal (en) qui reliait la ville à Providence au XIXe siècle, est le centre du « Canal District ». On considère traditionnellement que Worcester se trouve au sommet de sept collines — Airport Hill, Bancroft Hill, Belmont Hill (Bell Hill), Grafton Hill, Green Hill, Pakachoag Hill et Vernon Hill — bien qu'il y existe d'autres collines dont Indian Hill, Newton Hill, Poet's Hill, et Wigwam Hill. Les lacs de Worcester comprennent le lac Quinsigamond, site des compétitions d'aviron, ainsi qu'Indian Lake, Bell Pond, et Coes Pond.

## Démographie
La région métropolitaine de Worcester regroupe le comté de Worcester et celui de Windham dans le Connecticut. Elle compte 978 447 habitants en 2020.

## Religion

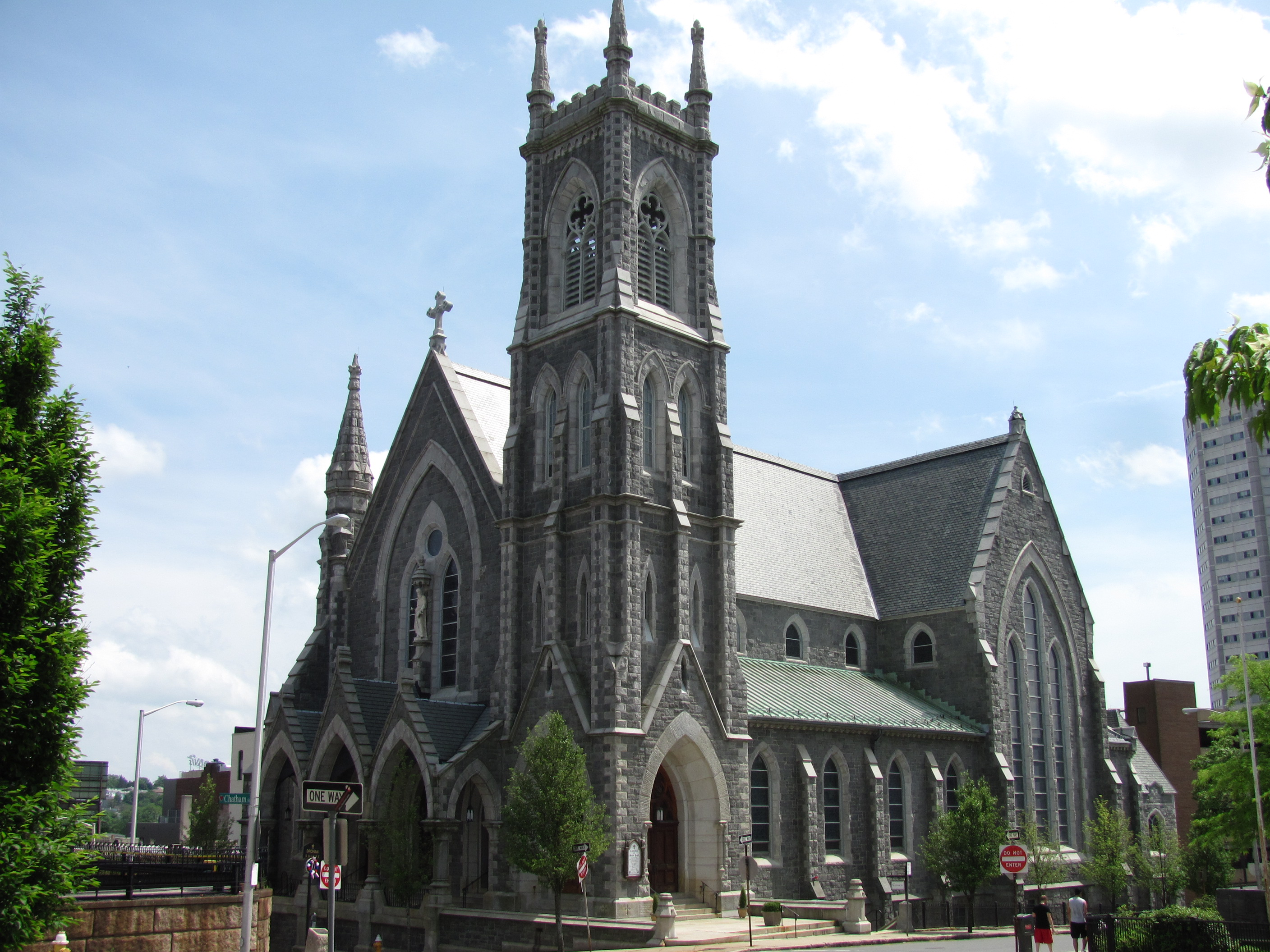
Cathédrale Saint-Paul de Worcester, inscrite au Registre national des lieux historiques.

- Protestantisme : de nombreuses confessions protestantes sont présentes dans la ville
- Catholicisme : la cathédrale Saint-Paul de Worcester, de style néo-gothique et consacrée en 1874, est l'église-mère du diocèse de Worcester.

## Jumelages
- Worcester (Angleterre) depuis 1998
- Le Pirée (Grèce) depuis 2005
- Afoula (Israël)
- Pouchkine (Russie)

## Culture
La ville possède un important musée d'art, le Worcester Art Museum. 
La bibliothèque Antiquarian Hall accueille les collections de l'American Antiquarian Society.